# Acropogon fatsioides
Espèce
Statut de conservation UICN

 NT  : Quasi menacé
Acropogon fatsioides est une espèce de plantes de la famille des Malvacées.